# Luxemburgischer Eishockeypokal 1997/98
Die Saison 1997/98 war die fünfte Austragung des luxemburgischen Eishockeypokals, des luxemburgischen Eishockeypokalwettbewerbs. Pokalsieger wurden zum insgesamt zweiten Mal in der Vereinsgeschichte die Chiefs Leuven.

## Hauptrunde
|    | Klub               |
| -- | ------------------ |
| 1. | Chiefs Leuven      |
| 2. | Tornado Luxembourg |
| 3. | ESV Bitburg        |
| 4. | EHC Trier          |
| 5. | HC Metz            |

Sp = Spiele, S = Siege, U = Unentschieden, N = Niederlagen

## Finale
- Chiefs Leuven – Tornado Luxembourg 8:5